# Epizeuxis suffusalis
Epizeuxis suffusalis är en fjärilsart som beskrevs av Smith 1899. Epizeuxis suffusalis ingår i släktet Epizeuxis och familjen nattflyn. Inga underarter finns listade i Catalogue of Life.